# Солець-Здруй
Солець-Здруй (пол. Solec-Zdrój) — село в Польщі, у гміні Солець-Здруй Буського повіту Свентокшиського воєводства.
Населення — 865 осіб (2011).
У 1975—1998 роках село належало до Келецького воєводства.

## Демографія
Демографічна структура на день 31 березня 2011 року:
|          | Загалом | Допрацездатний вік | Працездатний вік | Постпрацездатний вік |
| -------- | ------- | ------------------ | ---------------- | -------------------- |
| Чоловіки | 415     | 64                 | 294              | 57                   |
| Жінки    | 450     | 82                 | 268              | 100                  |
| Разом    | 865     | 146                | 562              | 157                  |